# Tournoi de tennis de Lisbonne
Le tournoi de Lisbonne (Portugal) est un ancien tournoi de tennis masculin du circuit professionnel ATP. Une seule édition a été organisée en 1983 sur terre battue et a vu la victoire du Suédois Mats Wilander.
Un nouveau tournoi est créé en 2017 et inscrit au calendrier du circuit Challenger sous le nom de Lisboa Belém Open. Il se joue les terrains en terre battue du Club Internacional de Foot-ball (CIF).

## Palmarès messieurs

### Simple
| No | Date       | Nom et lieu du tournoi                | Catégorie      | Dotation       | Surface        | Vainqueur               | Finaliste         | Score          |                |
| -- | ---------- | ------------------------------------- | -------------- | -------------- | -------------- | ----------------------- | ----------------- | -------------- | -------------- |
| 1  | 04-04-1983 | , Lisbonne                            |                | NC $           | Terre (ext.)   | Mats Wilander           | Yannick Noah      | 2-6, 7-6, 6-4  | Tableau        |
|    | 1984-2016  | Pas de tournoi                        | Pas de tournoi | Pas de tournoi | Pas de tournoi | Pas de tournoi          | Pas de tournoi    | Pas de tournoi | Pas de tournoi |
| 2  | 12-06-2017 | Lisboa Belém Open, Lisbonne           | Challenger     | 43 000 € +H    | Terre (ext.)   | Oscar Otte              | Taro Daniel       | 4-6, 6-1, 6-3  |                |
| 3  | 14-05-2018 | Lisboa Belém Open, Lisbonne           | Challenger     | 43 000 € +H    | Terre (ext.)   | Tommy Robredo           | Cristian Garín    | 3-6, 6-3, 6-2  |                |
| 4  | 13-05-2019 | Lisboa Belém Open, Lisbonne           | Challenger     | 46 600 €       | Terre (ext.)   | Roberto Carballés Baena | Facundo Bagnis    | 2-6, 7-65, 6-1 |                |
| 5  | 12-10-2020 | Lisboa Belém Open, Lisbonne           | Challenger     | 44 820 €       | Terre (ext.)   | Jaume Munar             | Pedro Sousa       | 7-63, 6-2      |                |
| 6  | 27-09-2021 | Del Monte Lisboa Belém Open, Lisbonne | Challenger     | 44 820 €       | Terre (ext.)   | Dmitry Popko            | Andrea Pellegrino | 6-2, 6-4       |                |
| 7  | 26-09-2022 | Lisboa Belém Open, Lisbonne           | Challenger     | 45 730 €       | Terre (ext.)   | Marco Cecchinato        | Luca Van Assche   | 6-3, 6-3       |                |

### Double
| No | Date       | Nom et lieu du tournoi                | Catégorie      | Dotation       | Surface        | Vainqueurs                                | Finalistes                      | Score             |                |
| -- | ---------- | ------------------------------------- | -------------- | -------------- | -------------- | ----------------------------------------- | ------------------------------- | ----------------- | -------------- |
| 1  | 04-04-1983 | , Lisbonne                            |                | NC $           | Terre (ext.)   | Carlos Kirmayr Cássio Motta               | Pavel Složil Ferdi Taygan       | 7-5, 6-4          | Tableau        |
|    | 1984-2016  | Pas de tournoi                        | Pas de tournoi | Pas de tournoi | Pas de tournoi | Pas de tournoi                            | Pas de tournoi                  | Pas de tournoi    | Pas de tournoi |
| 2  | 12-06-2017 | Lisboa Belém Open, Lisbonne           | Challenger     | 43 000 € +H    | Terre (ext.)   | Ruan Roelofse Christopher Rungkat         | Frederico Gil Gonçalo Oliveira  | 7-67, 6-1         |                |
| 3  | 14-05-2018 | Lisboa Belém Open, Lisbonne           | Challenger     | 43 000 € +H    | Terre (ext.)   | Marcelo Arévalo Miguel Ángel Reyes-Varela | Tomasz Bednarek Hunter Reese    | 6-3, 3-6, [10-1]  |                |
| 4  | 13-05-2019 | Lisboa Belém Open, Lisbonne           | Challenger     | 46 600 €       | Terre (ext.)   | Philipp Oswald Filip Polášek              | Guido Andreozzi Guillermo Durán | 7-5, 6-2          |                |
| 5  | 12-10-2020 | Lisboa Belém Open, Lisbonne           | Challenger     | 44 820 €       | Terre (ext.)   | Roberto Cid Subervi Gonçalo Oliveira      | Harri Heliövaara Zdeněk Kolář   | 7-65, 4-6, [10-4] |                |
| 6  | 27-09-2021 | Del Monte Lisboa Belém Open, Lisbonne | Challenger     | 44 820 €       | Terre (ext.)   | Jeevan Nedunchezhiyan Purav Raja          | Nuno Borges Francisco Cabral    | 7-65, 6-3         |                |
| 7  | 26-09-2022 | Lisboa Belém Open, Lisbonne           | Challenger     | 45 730 €       | Terre (ext.)   | Zdeněk Kolář Gonçalo Oliveira             | Vladyslav Manafov Oleg Prihodko | 6-1, 7-64         |                |